# Línea 4 (Urbanos de Arganda del Rey)
La línea 4 de la red de autobuses urbanos de Arganda del Rey une de forma circular el Hospital del Sureste con los principales barrios del municipio.

## Características

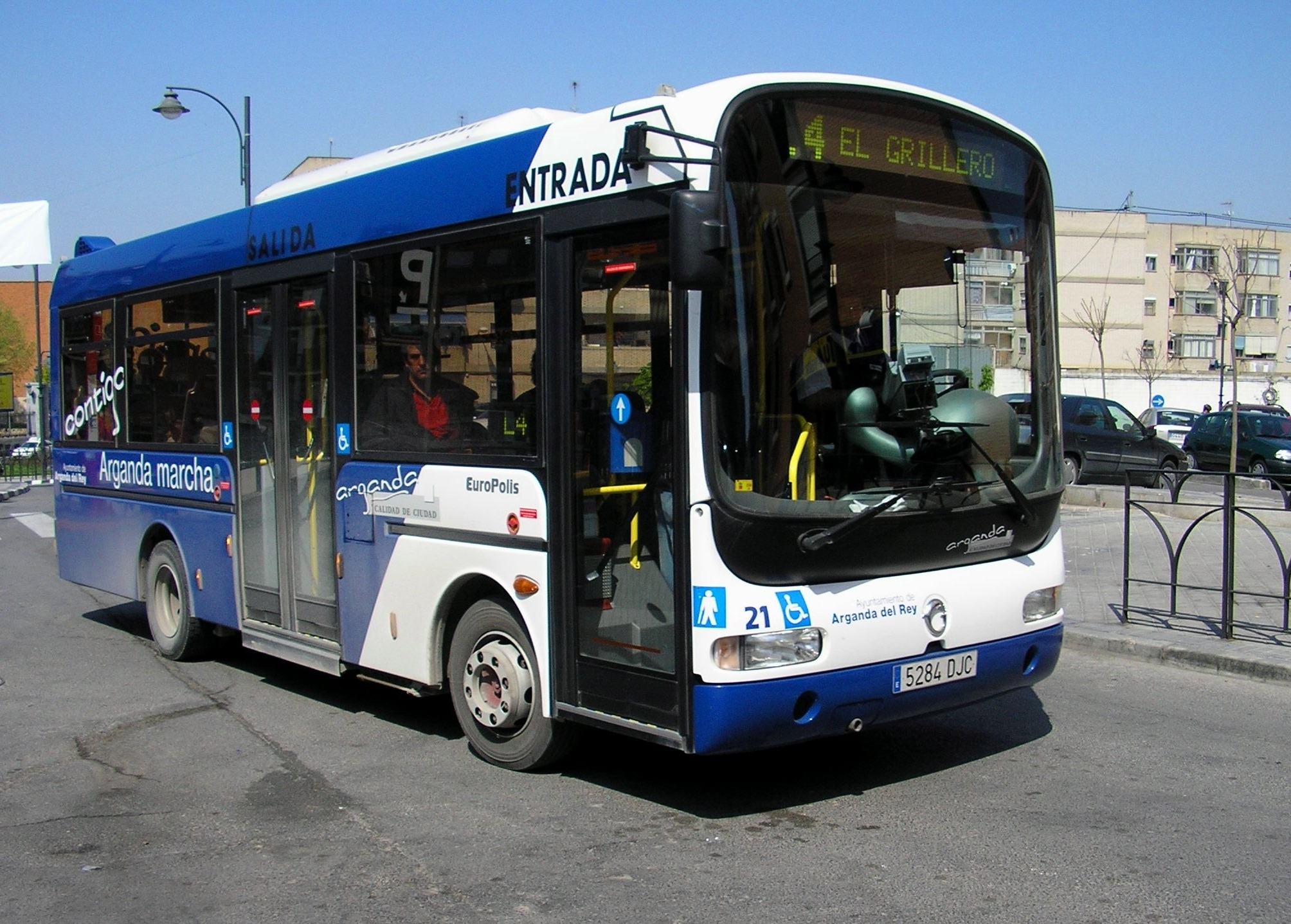
Autobús de línea, antes de ser circular.

La primitiva línea 4 unía El Grillero con Los Villares, realizando un itinerario de ida y vuelta. El 26 de marzo de 2008, coincidiendo con la apertura del Hospital del Sureste, la línea se convirtió en una ruta circular atravesando gran parte de los barrios del municipio en sentido horario. Se complementaba con la línea 5, circular en sentido antihorario, suprimida en enero de 2012.
En los teleindicadores del autobús, su numeración es C-4 debido a su naturaleza circular.
La línea mantiene los mismos horarios todo el año (exceptuando las vísperas de festivo y festivos de Navidad).
La línea circula exclusivamente por el término municipal de Arganda del Rey. Como bien se expresa en la numeración interna del CRTM, recibe el número 4014. El primer dígito corresponde a la línea, en este caso la línea 4. Y los últimos tres dígitos corresponden al municipio por el que circula, en este caso 014 corresponde al municipio de Arganda del Rey.
Está operada por ALSA mediante la concesión administrativa URCM-014 - Urbano de Arganda del Rey (Urbanos Comunidad de Madrid) del Consorcio Regional de Transportes de Madrid.

## Horarios
| Todo el año                |                                         |
| Lunes a viernes laborables | Sábados laborables, domingos y festivos |
| 05:55                      | 07:00                                   |
| 06:45                      | 07:45                                   |
| 07:35                      | 08:30                                   |
| 08:25                      | 09:15                                   |
| 09:15                      | 10:00                                   |
| 10:05                      | 10:45                                   |
| 10:55                      | 11:30                                   |
| 11:45                      | 12:15                                   |
| 12:35                      | 13:00                                   |
| 13:25                      | 13:45                                   |
| 14:15                      | 14:30                                   |
| 15:05                      | 15:15                                   |
| 15:55                      | 16:00                                   |
| 16:45                      | 16:45                                   |
| 17:35                      | 17:30                                   |
| 18:25                      | 18:15                                   |
| 19:15                      | 19:00                                   |
| 20:05                      | 19:45                                   |
| 20:55                      | 20:30                                   |
| 21:45                      | 21:15                                   |
| 22:35                      | 22:00                                   |

Paso por la calle Solidaridad aproximadamente 20 minutos después de su salida de la Ronda Sur (Hospital del Sureste). Duración del recorrido circular completo aproximadamente 40 minutos.

## Recorrido y paradas
| Código | Parada                                 | Común con                        | Conexión con Metro |
| ------ | -------------------------------------- | -------------------------------- | ------------------ |
| 17491  | Ronda Sur - Hospital del Sureste       | 2 313 322 330 350A 350B 350C     |                    |
| 18643  | Praga - Pza. Bratislava                | 313                              |                    |
| 18640  | Av. Roma - Av. Haya                    | 313                              |                    |
| 18631  | Av. Lisboa - Av. Estocolmo             | 313                              |                    |
| 10622  | Av. Ejército - Pol. Ind. San Sebastián | 313 321 322 330                  |                    |
| 17955  | San Sebastián - Av. Madrid             |                                  |                    |
| 17508  | San Sebastián - Pza. Nicaragua         | 1                                |                    |
| 15728  | Av. República Argentina - Av. México   |                                  |                    |
| 15724  | Alcotán - Av. Valdearganda             | 1                                |                    |
| 15722  | Av. Villares - Alcotán                 | 1                                |                    |
| 15890  | C.º Santos - Av. Vega                  |                                  |                    |
| 15891  | C.º Santos - Golondrinas               |                                  |                    |
| 17958  | Av. Alcalá de Henares - Rosales        |                                  |                    |
| 17510  | Av. Alcalá de Henares - Av. Villares   |                                  |                    |
| 17530  | Gaviota - Oca                          |                                  |                    |
| 17532  | Gaviota - Convivencia                  |                                  |                    |
| 17534  | P.º Ilusión - Gaviota                  |                                  |                    |
| 17536  | Concordia - Av. Derechos Humanos       |                                  |                    |
| 18712  | Av. Derechos Humanos - Comprensión     |                                  |                    |
| 15740  | Comprensión - Av. Tolerancia           | 1                                |                    |
| 16722  | Felicidad - Centro de Salud            | 1                                |                    |
| 16725  | Felicidad - Av. Tolerancia             | 1                                |                    |
| 15744  | Solidaridad - Av. Derechos Humanos     |                                  |                    |
| 10665  | Ctra. Loeches - Virgen de Guadalupe    | 2 285 320                        | Arganda del Rey    |
| 09754  | Ctra. Loeches - Parque                 | 2 285 320                        |                    |
| 11304  | Ronda Batres - Centro Comercial        | 2                                |                    |
| 11305  | Ronda Batres - Cartagena               | 2                                |                    |
| 11306  | Carretas - Libertad                    | 2                                |                    |
| 11307  | Carretas - Real                        | 2                                |                    |
| 11308  | Real - Las Heras                       | 1 2                              |                    |
| 11309  | C.º Molino - Instituto                 | 1                                |                    |
| 15751  | C.º Molino - Pza. Pescadores           | 1                                |                    |
| 11730  | Valdemaría - Canoa                     | 1 2                              |                    |
| 11640  | Goleta - Góndola                       | 1 2                              |                    |
| 11642  | Valdemaría - Venus                     | 1 2                              |                    |
| 17489  | Ronda Sur - Siete Vientos              | 2 321 330                        |                    |
| 17981  | Ronda Sur - Colegio                    | 2 330                            |                    |
| 17490  | Ronda Sur - Hospital del Sureste       | 2 313 321 322 330 350A 350B 350C |                    |